# Architectenbureau

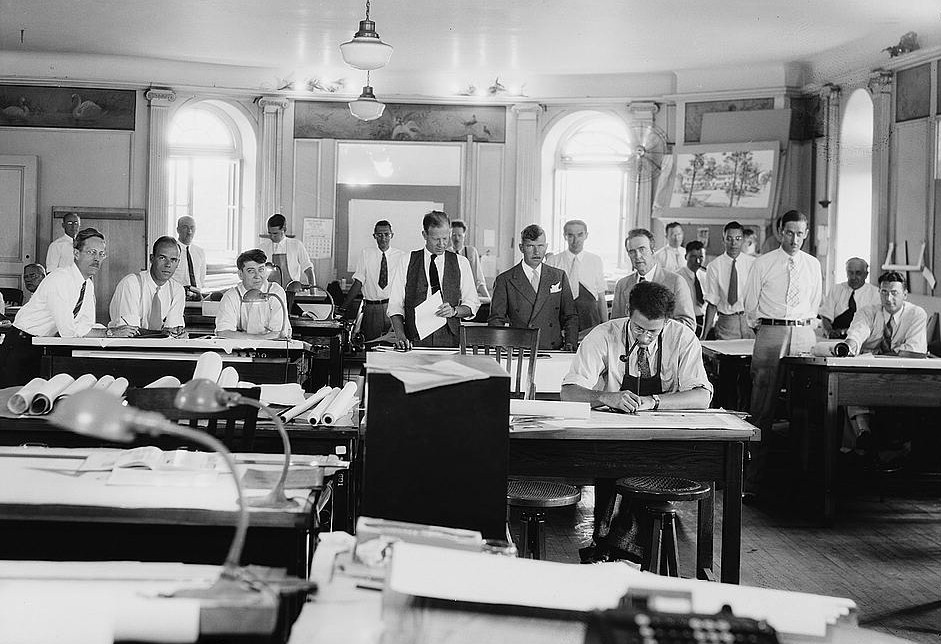
Een architectenbureau in de jaren 1940

Een architectenbureau is een bouwkundig bureau dat door een of meer architecten wordt geleid.
De hoofddoelstelling van een architectenbureau is het ontwerpen van gebouwen en daaraan gerelateerde zaken. Het komt veelvuldig voor dat architectenbureaus zich als multidisciplinair ontwerpbedrijf profileren en naast gebouwen ook ontwerpen maken voor bijvoorbeeld kunstwerken (viaducten, bruggen), stedenbouw, gebruiksvoorwerpen (servies, meubilair), grafische vormgeving.
De omvang van een architectenbureau kan variëren van één zelfstandig praktiserend architect tot een internationaal opererend bureau met vestigingen in meerdere landen en met honderden werknemers.